# Héctor Vilches
Héctor Vilches (Montevidéu, 14 de fevereiro de 1926 — 23 de setembro de 1998) foi um futebolista uruguaio.

## Carreira
Zagueiro, em toda a sua carreira só defendeu um clube, o Club Atlético Cerro. Pela Seleção Uruguaia de Futebol, disputou a Copa do Mundo FIFA de 1950, no Brasil, mas não atuou em nenhuma partida. No total jogou 10 partidas pela seleção de seu país. Aposentou em 1963.

## Títulos
Seleção Uruguaia
- Copa do Mundo FIFA: 1950